# Mary Angeline Teresa McCrory

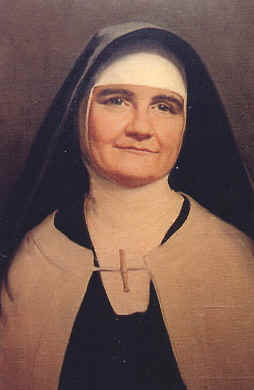

Mary Angeline Teresa McCrory (ur. 21 stycznia 1893 w Hrabstwie Tyrone; zm. 21 stycznia 1984) – Czcigodna Służebnica Boża Kościoła katolickiego, szkocka karmelitanka.

## Życiorys
Urodziła się w szkockiej rodzinie. Mając 19 lat w 1912 roku opuściła dom i wstąpiła do instytutu Małych Sióstr Ubogich. W 1926 roku została mianowana na przełożoną domu opieki Małych Sióstr Ubogich w Bronksie. Szczególnie opiekowała się z chorymi i ubogimi. W [1929] roku założyła instytut Sióstr Karmelitanek w Wieku i niedołężnych. Zmarła w dniu swoich 91 urodzin w opinii świętości. Obecnie trwa jej proces kanonizacyjny.